# Philippe Corcuff
 (décembre 2021).
Philippe Corcuff, né le 15 avril 1960 à Oran (Algérie), est un sociologue et philosophe politique français. Il est notamment professeur des universités en science politique à l'Institut d'études politiques de Lyon depuis septembre 2021, membre du laboratoire CERLIS depuis octobre 2003 et aussi chroniqueur.
Philippe Corcuff se revendique altermondialiste. Il a connu de nombreux engagements militants entre gauche, extrême gauche, mouvements écologistes, libertaires et altermondialistes. Le journal Le Monde situe son orientation idéologique en 2021 au sein de « la gauche intellectuelle radicale ».

## Formation et activité professionnelle
Philippe Corcuff soutient une thèse de doctorat en sociologie à l'École des hautes études en sciences sociales dirigée par Gérard Althabe en décembre 1991. Il soutient à l'université Paris-Descartes une habilitation universitaire en sciences sociales, avec François de Singly comme coordinateur en avril 2013. Il est nommé maître de conférences à l'Institut d'études politiques de Lyon en 1992 et professeur des universités à partir du 1er septembre 2021.

## Sociologie et épistémologie des sciences sociales
Dans l’ouvrage Bourdieu autrement (2003), Corcuff propose une lecture de la sociologie critique de Pierre Bourdieu, mettant l'accent sur l'aspect « post-marxiste » de sa critique sociale, tout en pointant ce qu’il voit comme des contradictions et des limites (dans le traitement de la pluralité de référents sociaux travaillant chaque individu, dans la surévaluation de poids des dominations et dans la sous-évaluation des capacités de résistance des dominés, etc.).
Ses travaux relèvent du courant de la sociologie pragmatique, aussi appelée sociologie des régimes d'action, développé par Luc Boltanski et Laurent Thévenot. Il s’intéresse à la pensée de l’émancipation portée notamment par Jacques Rancière et insiste sur la nécessité d’accorder de l’attention aux stratégies qu’élaborent les acteurs pour s’affranchir des différentes formes d’oppression. Bruno Frère considère en 2014 que le projet de Corcuff est de développer une théorie critique pragmatique en s’appuyant non seulement sur de grands auteurs des sciences sociales mais aussi sur les initiatives a-théoriques de la société civile.
Dans Où est passée la critique sociale ? (2012), ouvrage d'épistémologie des sciences sociales et de théorie sociologique qui constitue une version de son mémoire d'habilitation à diriger des recherches, Philippe Corcuff s'efforce d'esquisser une sociologie à la fois critique (puisant des ressources chez Bourdieu) et pragmatique (puisant des ressources chez Boltanski et Thévenot, qui avaient mis la critique à distance dans les années 1980-1990). Dans le même livre, il met en tension la sociologie de Bourdieu avec les philosophies de Michel Foucault et de Jacques Rancière.

## Philosophie, théorie politique, dialogues transfrontaliers
Principalement sociologue, P. Corcuff s'est aussi intéressé à la philosophie. Il a ainsi proposé, dans son ouvrage La Société de verre publié en 2002, les concepts de « transcendances relatives » et de « lumières tamisées » pour décrire l'opposition entre pensées de l'absolu et pensées relativistes,. Mais c'est le domaine particulier de la philosophie politique, qu'il enseigne à l'IEP de Lyon, sur lequel il est le plus intervenu dans le champ de la philosophie. Il a ainsi proposé dans son manuel universitaire, Les Grands Penseurs de la politique – Trajets critiques en philosophie politique (2005), une lecture critique des auteurs de cette tradition. Il a également mené des investigations sur deux ordres de questions : sur les apports du couple Machiavel/Maurice Merleau-Ponty à une pensée de l'inquiétude éthique en politique d'une part et sur la tension entre philosophie morale et philosophie politique chez Emmanuel Levinas d'autre part.
Dans Enjeux libertaires pour le XXIe siècle par un anarchiste néophyte (2015), il avance une philosophie politique libertaire en nouant des dialogues entre des figures anarchistes classiques et des pensées contemporaines.

## Engagements militants
Le parcours politique de P. Corcuff est marqué par son passage dans de nombreux mouvements classés à gauche, « du Parti socialiste à la Fédération anarchiste, en passant par le Mouvement des citoyens, Les Verts, la Ligue communiste révolutionnaire et le Nouveau Parti anticapitaliste » Il rejoint la Fédération Anarchiste en février 2013 et la quitte en janvier 2022.
Il a été fondateur et président du Club de réflexions sociales et politiques Maurice Merleau-Ponty depuis sa création (février 1995) jusqu'à 1997, club qui a cessé ses activités durant l'année 1998.
Se revendiquant altermondialiste, il a été membre du conseil scientifique de l'association Attac France.
En 2002, il est expulsé de Tunisie après avoir effectué une grève de la faim avec Sadri Khiari.
Philippe Corcuff est aussi signataire de l'Appel des Indigènes de la République de janvier 2005. À partir de mars 2006 et le meurtre antisémite d'Ilan Halimi, il développe progressivement un point de vue critique sur les Indigènes de la République, tout en insérant une composante postcoloniale dans son analyse de la pluralité des dominations. Au sein du mouvement antiraciste, il a tenté de défendre la nécessité d'une double lutte face à la montée de l'islamophobie et de l'antisémitisme, contre la pente à la concurrence des antiracismes.
En 2007, il accompagne dans sa grève de la faim Roland Veuillet, qui proteste depuis 2003 contre sa mutation d'office de Nîmes à Lyon, pour « avoir créé des dysfonctionnements » dans son lycée au cours d'une grève,.

## Activités diverses
À partir d'avril 2001, il est chroniqueur de l'hebdomadaire satirique Charlie Hebdo, qu'il quitte en 2004. En mars 2023, il commence une chronique mensuelle sur le site du Nouvel Obs intitulée « Rouvrir les imaginaires politiques ».
Dans le sillage de l'université populaire de Caen, il est un des contributeurs de l'université populaire de Lyon, née en janvier 2005, ainsi que de l'université populaire de Nîmes, inaugurée en décembre 2008.
Il a collaboré avec le philosophe et ancien dirigeant de la ligue communiste révolutionnaire Daniel Bensaïd au sein de la revue ContreTemps (créée en mai 2001) et de la collection « La Discorde » des éditions Textuel (à partir de 2003) jusqu'à sa mort en janvier 2010. Il a codirigé la collection « Petite Encyclopédie Critique » des éditions Textuel avec le sociologue Lilian Mathieu de février 2010 à janvier 2016 et la collection « Grands débats : Mode d'emploi » des Presses universitaires de Lyon avec Guy Walter depuis juillet 2014.
Il contribue à la construction du scénario de Nadia et les Hippopotames, film de  Dominique Cabrera, dont l'action se déroule lors des grèves de décembre 1995 à la SNCF. Le film a été diffusé à la télévision le 4 mars 2000, dans sa version courte sous le titre Retiens la nuit, et est sorti dans les salles de cinéma le 22 mars 2000 dans sa version longue. Ce film a été retenu dans la sélection officielle du 52e festival de Cannes (12-23 mai 1999) dans la catégorie « Un certain regard ».

## Débats et controverses
À la fin des années 1990, Philippe Corcuff réplique dans la revue Le Débat à un article du philosophe et politiste Philippe de Lara dans lequel ce dernier qualifie la notion de « construction sociale de la réalité » de « mirage sociologique ».
Une composante du mouvement altermondialiste aurait, selon Philippe Corcuff, des tendances « conspirationnistes » : Noam Chomsky ou Serge Halimi. Cette position lui a valu des critiques d’Acrimed, en particulier du sociologue Patrick Champagne et du politiste Gilbert Achcar.
Wilfried Lignier a, dans la revue Mouvements, publié un compte rendu très critique de son ouvrage La Société de verre (2002), auquel il reproche notamment de ne relever ni d'une sociologie scientifique, ni d'une philosophie rigoureuse, mais du genre plus relâché de « l'essayisme ». Philippe Corcuff indique dans l'introduction de cet ouvrage La Société de verre : « Les investigations existentielles qui cheminent dans ce livre se situent justement à l'intersection de questions ordinaires, de la philosophie et de la sociologie, sans appartenir à aucune des disciplines académiques, comme un no man's land intellectuel. » (p. 11).
En 2014, Philippe Corcuff publie un pamphlet politique intitulé Les années 1930 reviennent et la gauche est dans le brouillard. Il y établit des analogies entre la montée des fascismes dans les années 1930 et celle du « postfascisme » du Front national dans les années 2010, en analysant notamment un néoconservatisme xénophobe, sexiste, homophobe et nationaliste à deux pôles, antisémite avec Alain Soral et islamophobe avec Éric Zemmour. Le chercheur écologiste Fabrice Flipo a proposé une critique de cette analogie dans la Revue du MAUSS, comme dans des sens différents, l'hebdomadaire Marianne qui regrette « un ouvrage hybride assez typique du “fast writing” actuel » ou le mensuel Causeur. Laurent Bouvet, incriminé dans l'ouvrage, dénonce dans un droit de réponse, un procès proche de la comédie et « un procédé aussi éculé que malhonnête ».
En 2016, l'historien des sciences et sociologue Jérôme Lamy critique violemment dans le Carnet Zilsel le livre de Philippe Corcuff Pour une spiritualité sans dieux, comme dérogeant aux règles académiques et constituant « une dénégation des sciences sociales ».
En 2021, le livre La Grande Confusion. Comment l’extrême droite gagne la bataille des idées (Textuel) de Philippe Corcuff suscite des avis contradictoires dans les médias. Il est critiqué par l'hebdomadaire Marianne mais ses qualités sont remarquées par les quotidiens Le Monde et Libération ainsi que Mediapart.

## Publications

### Ouvrages
- 1995 : Les Nouvelles Sociologies, Paris, Nathan (coll. « 128 »), 128 p.  (ISBN 2-09-190748-0) ; 3e édition en 2011 : Paris, Armand Colin, coll. « 128 », 128 p.  (ISBN 978-2-200-25985-3)
- 2000 : Philosophie politique, Paris, Nathan (coll. « 128 »), 127 p.  (ISBN 978-2-091-91014-7)
- 2005 : Les Grands Penseurs de la politique. Trajets critiques en philosophie politique, Paris, Armand Colin, coll. « 128 », 127 p.  (ISBN 978-2-200-34283-8), 2e édition refondue de Philosophie politique
- 2002 : La Société de verre. Pour une éthique de la fragilité, Paris, Armand Colin, coll. « Individu et société », 269 p.  (ISBN 2-200-26436-4)
- 2003 : Bourdieu autrement. Fragilités d’un sociologue de combat, Paris, Textuel, coll. « La Discorde », 143 p.  (ISBN 2-84597-074-9)
- 2003 : La Question individualiste. Stirner, Marx, Durkheim, Proudhon, Latresne, Le Bord de l'eau, coll. « Jaune & Noir. Politique », 91 p.  (ISBN 2-911803-61-2)
- 2004 : avec Charb (dessins), Prises de tête pour un autre monde. Chroniques, Paris, Textuel, coll. « La Discorde », 208 p.  (ISBN 2-84597-105-2)
- 2004 : avec Antoine Artous, Nouveaux défis pour la gauche radicale. Émancipation et individualité, suivi d’un entretien avec Olivier Besancenot, Latresne (près de Bordeaux), Le Bord de l'eau, coll. « Documents », 155 p.  (ISBN 2-915651-01-9)
- 2011 : B.A.-BA philosophique de la politique pour ceux qui ne sont ni énarques, ni politiciens, ni patrons, Paris, éditions Textuel, coll. « Petite Encyclopédie critique », 144 p.  (ISBN 978-2-84597-387-9)
- 2012 : Où est passée la critique sociale ? Penser le global au croisement des savoirs, Paris, La Découverte, coll. « Bibliothèque du MAUSS », 320 p.  (ISBN 978-2-7071-7328-7)
- 2012 : La gauche est-elle en état de mort cérébrale?, Paris, éditions Textuel, coll. « Petite Encyclopédie critique », 80 p.  (ISBN 978-2-84597-455-5)
- 2013 : avec Charb (dessins), Polars, philosophie et critique sociale, Paris, éditions Textuel, coll. « Petite Encyclopédie critique », 208 p.  (ISBN 978-2-84597-475-3)
- 2014 : Les années 30 reviennent et la gauche est dans le brouillard, Paris, éditions Textuel, coll. « Petite Encyclopédie critique », 144 p.  (ISBN 978-2-84597-505-7)
- 2015 : avec Charb (dessins), Mes années Charlie et après?, Paris, éditions Textuel, coll. « Petite Encyclopédie critique », 176 p.  (ISBN 978-2-84597-518-7)
- 2015 : Enjeux libertaires pour le XXIe siècle par un anarchiste néophyte, Paris, Éditions du Monde libertaire, « introduction en ligne »
- 2016 : Pour une spiritualité sans dieux, éditions Textuel, coll. « Petite Encyclopédie critique », 96 p.  (ISBN 978-2-84597-549-1)
- 2019 : Théories sociologiques contemporaines. France, 1980-2020, Paris, Armand Colin, coll. « Cursus », 176 p.  (ISBN 978-2-200-62473-6)
- 2020 : Individualidades, común y utopía. Crítica libertaria del populismo de izquierda, préface de José Luis Moreno Pestaña, prólogo por José Luis Moreno Pestaña, traducción y revisión de David J. Domínguez y Mario Domínguez, Madrid, Dado Ediciones, coll. « Disonancias », 210 p.  (ISBN 978-84-948922-9-5)[38]
- 2021 : La grande confusion. Comment l'extrême-droite gagne la bataille des idées, éditions Textuel, coll. « Petite Encyclopédie critique », 672 p.  (ISBN 978-2-84597-854-6)

### Ouvrages en collaboration
- 2005 : avec Jacques Ion et François de Singly, Politiques de l’individualisme : entre sociologie et philosophie, Paris, Textuel, coll. « La Discorde », 183 p.  (ISBN 2-84597-152-4)
- 2018 : avec Jérôme Alexandre, Haoues Seniguer et Isabelle Sorente, Spiritualités et engagements dans la cité. Dialogue entre un musulman critique, un agnostique anarchiste, un catholique libertaire et une romancière, Lormont, Le Bord de l'eau, 112 p.  (ISBN 978-2-3568-7581-5)
- 2018 : Aux croisements des chemins anarchistes, entretiens avec Philippe Corcuff et Francis Dupuis-Déri réalisés par Mimmo Pucciarelli, Lyon, Atelier de création libertaire, coll. « L'anarchisme en personnes », 96 p.  (ISBN 978-2-35104-118-5)
- 2024 : avec Philippe Marlière, Les Tontons flingueurs de la gauche : lettres ouvertes à Hollande, Macron, Mélenchon, Roussel, Ruffin, Onfray, Paris, Textuel, coll. « Petite Encyclopédie Critique », 96 p.  (ISBN 978-2-84597-993-2)

### Éditeur
- 1986 : avec Alain Accardo, La Sociologie de Bourdieu. Textes choisis et commentés, Bordeaux, Éditions Le Mascaret, 224 p.  (ISBN 2-904-506-00-4); 2e édition revue et corrigée, 1989, 247 p.  (ISBN 2-904-506-24-1)
- 2004 : Pierre Bourdieu : les champs de la critique (Actes du colloque, 28 février et 1er mars 2003), Paris, Bibliothèque publique d’information/Centre Pompidou, coll. « BPI en actes », 284 p.  (ISBN 978-2-84246-080-8)
- 2006 : avec Alain Maillard, Les Socialismes français à l'épreuve du pouvoir (1830-1947). Pour une critique mélancolique de la gauche, Paris, éditions Textuel, coll. « La Discorde », 207 p.  (ISBN 2-84597-181-8)
- 2010 : avec Christian Le Bart et François de Singly, L'Individu aujourd'hui. Débats sociologiques et contrepoints philosophiques, Rennes, Presses universitaires de Rennes, coll. « Res Publica », 400 p.  (ISBN 978-2-7535-1083-8)
- 2010 : Daniel Bensaïd, Une radicalité joyeusement mélancolique. Textes (1992-2006), textes réunis et présentés par Philippe Corcuff, Paris, éditions Textuel, 222 p.  (ISBN 978-2-84597-386-2)
- 2012 : Marx XXIe siècle. Textes commentés, Paris, éditions Textuel, coll. « Petite Encyclopédie critique », 192 p.  (ISBN 978-2-84597445-6)
- 2014 : Domination et émancipation. Pour un renouveau de la critique sociale, présentation du débat entre Luc Boltanski et Nancy Fraser, Lyon, Presses universitaires de Lyon, coll. « Grands débats : Mode d'emploi », 76 p.  (ISBN 978-2-7297-0886-3)
- 2022 : avec Alain Policar et Nonna Mayer, Les mots qui fâchent. Contre la maccarthysme intellectuel, La Tour d'Aigues, Éditions de l'Aube, 2022  (ISBN 978-2-8159-4866-1), et contribution sur "Islamophobie et islamogauchisme" (pp. 93-98)
- 2024 : avec Jocelyn Benoist, « Le grand Motchane » (1931-2017), intellectuel et socialiste, dossier du numéro 59 de la Revue Française d'Histoire des Idées Politiques (éditions L'Harmattan).

### Postfaces, préfaces
- 2005 : postface à Immigration postcoloniale et mémoire, d'Abdellali Hajjat, préface de Dominique Vidal, Paris, L'Harmattan, coll. « Inter-National »  (ISBN 2-7475-8085-7)
- 2008 : « Quelques défis épistémologiques pour la sociologie du XXIe siècle. Postface », Épistémologie de la sociologie. Paradigmes pour le XXIe siècle, Marc Jacquemain et Bruno Frère (sous la direction de), Bruxelles, De Boeck, coll. « Ouvertures sociologiques »  (ISBN 978-2-8041-5708-1)
- 2019, « Quelques enjeux pour un anarchisme pragmatiste aujourd'hui », postface à Explorations libertaires. Pour une pensée critique et émancipatrice, séminaire Etape, Lyon, Atelier de création libertaire  (ISBN 978-2-35104-126-0)

### Contributions à des ouvrages collectifs
- 2000 : « Négationnisme d'ultra-gauche et pathologies intellectuelles de la gauche. À propos d'un texte de Jean-Gabriel Cohn-Bendit de 1981 », dans Philippe Mesnard (éd.), Consciences de la Shoah. Critique des discours et des représentations, Paris, éditions Kimé  (ISBN 2-84174-206-7) ; repris sur le « site PHDN (Pratique de l’Histoire et Dévoiements Négationnistes) », 20 décembre 2021
- 2014, « Sentiers hérétiques pour une philosophie politique de la liberté et de l'égalité : en partant de Bakounine », dans Philippe Pelletier (éd.), Actualité de Bakounine. 1814-2014, Paris, Les Editions du Monde libertaire  (ISBN 9782915514568) ; « extraits en ligne »
- 2016 : « Repères libertaires et pragmatiques pour des coalitions altermondialistes »/"Anarchist and pragmatist Markers for anti-globalization Coalitions", dans Delphine Gardey, Cynthia Kraus (éds.), Politiques de coalition. Penser et se mobiliser avec Judith Butler/Politics of Coalition. Thinking Collective Action with Judith Butler, édition bilingue français/anglais[39], Zurich, Editions Seismo, coll. « Questions de genre/Gender Issues »  (ISBN 978-2-88351-069-2)
- 2018 : « L’écologisme anticapitaliste au défi du pluralisme anarchiste », in Rosa Sierra, Anahita Grisoni (eds.), Nachhaltigkeit und Transition: Politik und Akteure. Sozio-ökologische Transformation aus deutsch-französischer Perspektive  - Transition écologique et durabilité: Politiques et acteurs. Regards franco-allemands sur le changement socio-écologique, ouvrage en langues allemande et française, Frankfurt/New York, Campus Verlag  (ISBN 978-3-593-50775-0)
- 2020 : « Marx/Bourdieu: convergenze e tensioni tra sociologia critica e filosofia dell’emancipazione » [traduction en langue italienne de Gianvito Brindisi], in Gabriella Paolucci (ed.), Bourdieu e Marx. Pratiche della critica, Sesto San Giovanni (MI), Mimesis, collana "Eterotopie"  (ISBN 9788857555751)
- 2020 : « De ciertas desventuras de la razón decolonial y poscolonial: homenaje crítico y libertario al cuestionamiento descolonizador », traducción por Pierre Gaussens y Gilberto Giménez, in Gaya Makaran y Pierre Gaussens (eds.), Piel blanca, máscaras negras. Critica de la razón decolonial, México, Bajo Tierra Ediciones y Centro de Investigaciones sobre América Latina y el Caribe-Universidad Nacional Autónoma de México  (ISBN 978-607-98901-6-2)[40]
- 2021 : « Domination and Emancipation in the Current Conjuncture » (with Gabriel Rockhill, cross interview by Daniel Benson) and « Renewing Critical Theory in an Ultra-Conservative Context: between the Social Sciences, Political Philosophy, and Emancipatory Engagement », in Daniel Benson (ed.), Domination and Emancipation. Remaking Critique, Lanham (MD), Rowman & Littlefield International, Series « Reinventing Critical Theory »  (ISBN 978-1-78660-699-0)
- 2021 : « Marx/Bourdieu: Convergences and Tensions, Between Critical Sociology and Philosophy of Emancipation », in Gabriella Paolucci (ed.), Bourdieu and Marx. Practices of Critique, London, Palgrave Macmillan  (ISBN 978-3-03106-288-9)
- 2023, "La gauche radicale et le poison étatiste de « l’hégémonie », entre Hobbes et Gramsci. Le cas d’Ernesto Laclau et Chantal Mouffe" et "De l’anarchisme méthodologique au marxisme de Nicos Poulantzas : réinterroger « l’État » pour mieux le penser", in Séminaire ETAPE (Explorations Théoriques Anarchistes Pragmatistes pour l'Emancipation), Repenser l'État au XXIe siècle. Libertaires et pensées critiques, 2023, Lyon, Atelier de création libertaire ; avec aussi des contributions de Jean-Christophe Angaut, Pierre Bance, Manuel Cervera-Marzal, Francis Dupuis-Déri, David Graeber, Geoffroy de Lagasnerie, Charles Macdonald, Irène Pereira, James C. Scott, etc.  (ISBN 978-2-351-04186-4)

### Articles scientifiques (sélection)
- Mars 1991, "Le catégoriel, le professionnel et la classe. Usages contemporains de formes historiques", Genèses. Sciences sociales et histoire, no 3, p. 55-72[41]
- Juillet-août 2000, avec Max Sanier, "Politique publique et action stratégique en contexte de décentralisation. Aperçus d'un processus décisionnel « après la bataille »", Annales. Histoire, sciences sociales, vol. 55, no 4, p. 845-869[42]
- Avril-juin 2001, "Merleau-Ponty ou l'analyse politique au défi de l'inquiétude machiavélienne", Les Études Philosophiques (PUF), no 57, p. 203-217[43]
- 12 juillet 2005, "Figures de l’individualité, de Marx aux sociologies contemporaines. Entre éclairages scientifiques et anthropologies philosophiques", EspacesTemps.net[44]
- 22 octobre 2006, "Individualité et contradictions du néocapitalisme", SociologieS (Association Internationale des Sociologues de Langue Française)[45]
- Septiembre de 2009, "Pierre Bourdieu (1930-2002) leído de otra manera. Crítica social post-marxista y el problema de la singularidad individual", Cultura y Representaciones Sociales (Revista electrónica de ciencias sociales, Universidad Nacional Autónoma de México), vol. 4, número 7, p. 9-26[46]
- Décembre 2011, "Analyse politique, histoire et pluralisation des modèles d’historicité. Éléments d’épistémologie réflexive", Revue française de science politique, vol. 61, no 6, p. 1123-1143[47]
- Automne 2015, "« Jeux de langage » du noir : roman, cinéma et séries", Quaderni. Communication, technologies, pouvoir (Éditions de la Maison des sciences de l’homme), no 88, p. 21-33[48]
- 2017, “La individualidad como uno de los ejes de renovación crítica. Entre sociología y filosofía política“, Entramados y Perspectivas (Revista de la Carrera de Sociología, Universidad de Buenos Aires, Argentina), vol. 7, no 7, p. 210-227[49]
- 23 mai 2019, "De la ''rebellitude'' ultra-conservatrice et ce qu’elle fait aux sciences sociales critiques", SociologieS (Association Internationale des Sociologues de Langue Française)[50]
- January 2022, “Television Series as Critical Theories: From Current Identarianism to Levinas. American Crime, The Sinner, Sharp Objects, Unorthodox”, Open Philosophy (Open Access Journal, De Gruyter, Berlin), vol. 5, no. 1, p. 105-117, online since 16 December 2021[51]